# Dyskografia Violetty Villas
Dyskografia Violetty Villas – zbiór wszystkich wydawnictw muzycznych związanych z artystką.

## Albumy studyjne
| Rok  | Informacje |
| ---- | --- |
| 1962 | Rendez-vous z Violettą Villas - Pierwszy album studyjny - Wydany: 1962 - Formaty: LP                             |
| 1966 | Violetta Villas - Drugi album studyjny (wydanie polskie) - Wydany: 1966 w nakładzie 25 000 - Formaty: LP         |
| 1966 | Violetta Villas - Drugi album studyjny (wydanie amerykańskie) - Wydany: 1966 - Formaty: LP                       |
| 1968 | Dla ciebie miły - Trzeci album studyjny - Wydany: 1968 - Formaty: LP                                             |
| 1968 | O Miłości... - Czwarty album studyjny - Wydany: 1968 w USA - Nagrany: 1966 w Chicago - Formaty: LP               |
| 1977 | Nie ma miłości bez zazdrości - Piąty album studyjny - Wydany: 1977 - Formaty: LP, MC                             |
| 1985 | Las Vegas - Reedycja albumu „Violetta Villas” - Wydany: 1985 - Formaty: MC                                       |
| 1986 | Violetta Villas (reedycja) - Reedycja drugiego albumu studyjnego - Wydany: 1986 w nakładzie 24 200 - Formaty: CD |
| 1992 | Najpiękniejsze kolędy - Szósty album studyjny - Wydany: 1992 - Formaty: CD                                       |
| 1997 | Kolędy - Reedycja albumu „Najpiękniejsze kolędy” - Wydany: 1997 - Formaty: CD, MC                                |
| 1997 | V. Villas śpiewa najpiękniejsze kolędy - Reedycja albumu „Najpiękniejsze kolędy” - Wydany: 1999 - Formaty: CD    |
| 2001 | Gdy się Chrystus rodzi - Siódmy album studyjny - Wydany: 2001 - Formaty: CD                                      |
| 2001 | Violetta Villas (reedycja) - Reedycja drugiego albumu studyjnego - Wydany: 2001 - Formaty: CD                    |
| 2001 | Dla ciebie miły (reedycja) - Reedycja trzeciego albumu studyjnego - Wydany: 2001 - Formaty: CD                   |
| 2001 | Nie ma miłości bez zazdrości (reedycja) - Reedycja piątego albumu studyjnego - Wydany: 2001 - Formaty: CD        |
| 2004 | Kolędy serca - Ósmy album studyjny - Wydany: 2004 - Formaty: CD                                                  |
| 2008 | Na pocieszenie serca i uniesienie ducha - Dziewiąty album studyjny - Wydany: 28 października 2008 - Formaty: CD  |
| 2009 | Najpiękniejsze kolędy - Reedycja albumu „Gdy się Chrystus rodzi” - Wydany: październik 2009 - Formaty: CD        |
| 2010 | Kolędy - Reedycja albumu „Najpiękniejsze kolędy” - Wydany: grudzień 2010 - Formaty: CD                           |
| 2012 | Nagrania z USA - Reedycja albumu „O miłości” - Wydany: styczeń 2012 - Formaty: CD                                |

## Albumy koncertowe
| Rok  | Informacje                                                                            |
| ---- | ------------------------------------------------------------------------------------- |
| 1994 | Laleczka - Koncert w Operetce Warszawskiej, maj 1993 - Wydany: 1994 - Formaty: CD, MC |
| 1994 | Ja jestem już taka - reedycja albumu „Laleczka” - Wydany: 1994 - Formaty: MC          |
| 1998 | Złote przeboje - reedycja albumu „Laleczka” - Wydany: 1998 - Formaty: CD, MC          |
| 2006 | Ja jestem już taka - reedycja albumu „Laleczka” - Wydany: 2006 - Formaty: CD          |

## Kompilacje
Kompilacje Violetty Villas
| Rok  | Informacje |
| ---- | --- |
| 1980 | Dawne przeboje - Pierwsza kompilacja artystki - Wydany: 1980 - Formaty: LP                                                                                          |
| 1987 | Największe przeboje - Druga kompilacja artystki - Wydany: 1987 w nakładzie 15 000 - Formaty: LP, MC                                                                 |
| 1992 | Dla ciebie miły - Trzecia kompilacja artystki - Wydany: 1992 - Formaty: CD, MC (2x)                                                                                 |
| 1992 | The best of - Czwarta kompilacja artystki, składająca się z 3 kaset magnetofonowych - Wydany: 1993 - Formaty: MC                                                    |
| 1995 | Wioletta Villas – złote przeboje, cz. 1 - Piąta kompilacja artystki (pierwsza część wydawnictwa) - Wydany: 1995 - Formaty: CD                                       |
| 1995 | Wioletta Villas – złote przeboje, cz. 2 - Szósta kompilacja artystki (druga część wydawnictwa) - Wydany: 1995 - Formaty: CD                                         |
| 1996 | Złote przeboje - Siódma kompilacja artystki - Wydany: 1996 - Formaty: CD, MC                                                                                        |
| 1996 | Tylko Tobie - Ósma kompilacja artystki - Wydany: 1996 - Formaty: MC                                                                                                 |
| 1997 | Jestem taka, a nie inna - Dziewiąta kompilacja artystki - Wydany: 1997 - Formaty: CD, MC                                                                            |
| 1997 | Platynowa kolekcja - Dziesiąta kompilacja artystki, wydana w serii „Platynowych kolekcji” - Wydany: 1999 - Formaty: CD, MC                                          |
| 2000 | Złote przeboje: Pocałunek ognia - Jedenasta kompilacja artystki - Wydany: 2000 - Formaty: CD                                                                        |
| 2003 | Do Ciebie mamo - Dwunasta kompilacja artystki, wydana w serii Polskich Pereł - Wydany: 2003 - Formaty: CD                                                           |
| 2003 | Wspomnień czar - Trzynasta kompilacja artystki, będąca 3-płytowym wydawnictwem - Wydany: 2004 - Formaty: CD                                                         |
| 2009 | Z Archiwum Polskiego Radia, Vol. 11 – Violetta Villas - Czternasta kompilacja artystki, będąca 2-płytowym wydawnictwem - Wydany: 23 października 2009 - Formaty: CD |
| 2010 | 40 piosenek Violetty Villas - Piętnasta kompilacja artystki, będąca 2-płytowym wydawnictwem - Wydany: 15 listopada 2009 - Formaty: CD                               |
| 2011 | Złota kolekcja Polskich Nagrań - Szesnasta kompilacja artystki, wydana we współpracy z Gazetą Wyborczą - Wydany: 17 marca 2011 - Formaty: CD                        |
| 2011 | Violetta Villas - Siedemnasta kompilacja, wydana w ramach kolekcji Reader’s Digest - Wydany: 2011 - Formaty: CD                                                     |
| 2015 | The very best of Violetta Villas - Osiemnasta kompilacja, wydana w ramach Bursztynowej kolekcji Empik - Wydany: 2015 - Formaty: CD                                  |
| 2016 | The Best: Villas. Już taka jestem - Dziewiętnasta kompilacja, wydana w ramach serii The Best MTJ - Wydany: 2016 - Formaty: CD                                       |

Kompilacje z różnymi artystami
| Rok  | Informacje |
| ---- | --- |
| 1961 | Kalejdoskop piosenek vol. 3 - Piosenka: Przyjdzie na to czas - Wydany: 1961 - Formaty: LP                                                                |
| 1961 | Konkurs Piosenki Polskiej 1961 - Piosenka: Dla ciebie miły - Wydany: 1961 - Formaty: LP                                                                  |
| 1962 | Radiowe piosenki miesiąca vol. 3 - Piosenka: Czy pani tańczy twista - Wydany: 1962 - Formaty: LP                                                         |
| 1963 | Z melodią i piosenką dookoła świata vol. 1 - Piosenka: Dla ciebie miły - Wydany: 1963 - Formaty: LP                                                      |
| 1964 | Powracające melodyjki - Piosenka: Przyjdzie na to czas - Wydany: 1964 - Formaty: LP                                                                      |
| 1964 | Złote przeboje vol. 4 - Piosenka: Józek - Wydany: 1964 - Formaty: LP                                                                                     |
| 1964 | Z melodią i piosenką dookoła świata vol. 4 - Piosenka: Szesnaście lat - Wydany: 1964 - Formaty: LP                                                       |
| 1964 | Z melodią i piosenką dookoła świata vol. 5 - Piosenka: Granada - Wydany: 1964 - Formaty: LP                                                              |
| 1965 | Z melodią i piosenką dookoła świata vol. 7 - Piosenka: Maria la O - Wydany: 1965 - Formaty: LP                                                           |
| 1965 | Daj mi zachować wspomnienia - Piosenka: Szesnaście lat, Zegar z kukułką, Czy pani lubi tańczyć twista, Spójrz prosto w oczy - Wydany: 1965 - Formaty: LP |
| 1965 | Rytmy młodych - Piosenka: Przyjdzie na to czas - Wydany: 1965 - Formaty: LP                                                                              |
| 1965 | Do ciebie mamo - Piosenka: Granada - Wydany: 1965 - Formaty: LP                                                                                          |
| 1975 | Mimozami jesień się zaczyna - Piosenka: Mazurskie wspomnienia - Wydany: 1975 - Formaty: LP                                                               |
| 1976 | XX-lecie PP Polskie Nagrania - Piosenka: Do ciebie mamo - Wydany: 1976 - Formaty: LP                                                                     |
| 1977 | Piosenki Jana Gałkowskiego - Piosenka: Czterdzieści kasztanów - Wydany: 1977 - Formaty: LP                                                               |
| 1978 | Andrzej Januszko i jego piosenki - Piosenka: Wszędzie gdzie ty - Wydany: 1978 - Formaty: LP                                                              |
| 1978 | Niebo z moich stron - Piosenka: Sosna z mego snu - Wydany: 1978 - Formaty: LP                                                                            |
| 1978 | Przeboje gwiazd - Piosenka: Wszędzie gdzie ty - Wydany: 1978 - Formaty: LP                                                                               |
| 1978 | Przeboje'78 - Piosenka: Wszędzie gdzie ty - Wydany: 1978 - Formaty: LP                                                                                   |
| 1978 | Succurrens - Piosenka: Wszędzie gdzie ty - Wydany: 1978 - Formaty: LP                                                                                    |
| 1979 | Leszek Bogdanowicz i jego piosenki - Piosenka: Jesteś mi potrzebny - Wydany: 1979 - Formaty: LP                                                          |
| 1979 | Z archiwum Veritonu vol. 1 - Piosenka: Wachlarz - Wydany: 1979 - Formaty: LP                                                                             |
| 1979 | Z archiwum Veritonu vol. 2 - Piosenka: Ali alo - Wydany: 1979 - Formaty: LP                                                                              |
| 1979 | Z archiwum Veritonu vol. 3 - Piosenka: Kiedy Allah szedł - Wydany: 1979 - Formaty: LP                                                                    |
| 1984 | Przeboje 40-lecia vol. 1 - Piosenka: Przyjdzie na to czas - Wydany: 1984 - Formaty: LP                                                                   |
| 1989 | Całuj gorąco - Piosenka: Całuj gorąco - Wydany: 1989 - Formaty: LP                                                                                       |
| 1993 | Stefan Rachoń przypomina - Piosenka: Ave Maria no morro - Wydany: 1993 - Formaty: CD                                                                     |
| 1995 | Piosenki Wojciecha Piętkowskiego - Piosenka: Spójrz prosto w oczy - Wydany: 1995 - Formaty: CD                                                           |
| 1995 | Gorącą nocą - Piosenka: Dla ciebie miły, Szesnaście lat - Wydany: 1995 - Formaty: CD                                                                     |
| 1996 | Czarny Alibaba i inne piosenki - Piosenka: Salomon - Wydany: 1996 - Formaty: CD                                                                          |
| 1996 | Złote przeboje 50-60 - Piosenka: Rudy rydz - Wydany: 1996 - Formaty: CD                                                                                  |
| 1997 | Opole - antologia Piosenki Polskiej vol. 1 - Piosenka: Przyjdzie na to czas - Wydany: 1997 - Formaty: CD                                                 |
| 1997 | Komu piosenkę - Piosenka: Taki mróz - Wydany: 1997 - Formaty: CD                                                                                         |
| 1998 | Piosenki dla mojej matki - Piosenka: Do ciebie mamo - Wydany: 1998 - Formaty: CD                                                                         |
| 1999 | Tych lat nie odda nikt - Piosenka: Spójrz prosto w oczy, Przyjdzie na to czas - Wydany: 1999 - Formaty: CD                                               |
| 1999 | Klasyka Polskiej Piosenki vol. 3 - Piosenka: Dla ciebie miły - Wydany: 1999 - Formaty: CD                                                                |
| 1999 | Złote lata vol. 3 - Piosenka: Spójrz prosto w oczy - Wydany: 1999 - Formaty: CD                                                                          |
| 1999 | Złote lata vol. 4 - Piosenka: Przyjdzie na to czas - Wydany: 1999 - Formaty: CD                                                                          |
| 1999 | Najlepszy dancing w mieście - Piosenka: Dla ciebie miły - Wydany: 1999 - Formaty: CD                                                                     |
| 2003 | Leksykon Polskiej Piosenki Festiwalowej - Piosenka: Przyjdzie na to czas - Wydany: 2003 - Formaty: CD                                                    |
| 2004 | Tadeusz Woźniakowski - największe przeboje - Piosenka: Salomon, Czy pani tańczy twista - Wydany: 2004 - Formaty: CD                                      |
| 2004 | Naj z Naj - Piosenka: Dla ciebie miły - Wydany: 2004 - Formaty: CD                                                                                       |
| 2004 | Wasowski da się lubić - Piosenka: Złota maska, Szczęścia nie szukaj daleko - Wydany: 2004 - Formaty: CD                                                  |
| 2008 | Miłość ze szkolnej ławki - Piosenka: Szesnaście lat - Wydany: 2008 - Formaty: CD                                                                         |
| 2008 | Piosenki dla mamy - Piosenka: Do ciebie mamo - Wydany: 2008 - Formaty: CD                                                                                |
| 2009 | Lato, ty i ja - Piosenka: Mazurskie wspomnienia - Wydany: 2009 - Formaty: CD                                                                             |
| 2010 | Koncert życzeń - Piosenka: Przyjdzie na to czas - Wydany: 2010 - Formaty: CD                                                                             |
| 2011 | Najpiękniejsze polskie tanga - Piosenka: Zabierz mnie z Barcelony - Wydany: 2011 - Formaty: CD                                                           |

## Mini-albumy
| Rok  | Informacje                                                                                |
| ---- | ----------------------------------------------------------------------------------------- |
| 2003 | Walentynkowe hity - Wydany: 2003 w nakładzie 250 000 jako dodatek do gazety - Formaty: CD |

## EP
| Rok  | Płyta        | Piosenki                                                                           |
| ---- | ------------ | ---------------------------------------------------------------------------------- |
| 1961 | Muza N0182   | 1) Dla ciebie miły, Szczęścia nie szukaj daleko 2) Marianna ruda, Gwiazdka z nieba |
| 1962 | Pronit N0214 | 1) Czy pani tańczy twista, Salomon 2) Idź już spać, Donna Amelia                   |
| 1962 | Muza N0214   | 1) Czy pani tańczy twista, Salomon 2) Idź już spać, Donna Amelia                   |
| 1962 | Muza STN0214 | 1) Czy pani tańczy twista, Salomon 2) Idź już spać, Donna Amelia                   |
| 1963 | Muza N0264   | 1) Szesnaście lat, Zorro 2) Meksykańska corrida, Jestem taka a nie inna            |
| 1963 | Pronit N0264 | 1) Szesnaście lat, Zorro 2) Meksykańska corrida, Jestem taka a nie inna            |
| 1964 | Muza N0305   | 1) Błękitna tarantella, Maria la O 2) Andaluzja, Mała Inez                         |
| 1964 | Muza N0323   | 1) Przyjdzie na to czas, Czterdzieści kasztanów 2) Józek, Pucybut z Rio            |
| 1964 | Muza N0358   | 1) Nic nikomu nie mów, Kokosy 2) Mazurskie wspomnienia, Figa z makiem              |
| 1964 | Muza N0358   | 1) Kocham Jurka, Wiedz o mnie wszystko 2) Bardzo proszę idź, Nie jestem taka zła   |

## Single
| Rok  | Informacje |
| ---- | --- |
| 1961 | Ja ci nie wierzę - Wydany: 1961 - Formaty: LP                                                                          |
| 1961 | Taki mróz - Wydany: 1961 - Formaty: LP                                                                                 |
| 1961 | Nie zdążyłam - Wydany: 1961 - Formaty: LP                                                                              |
| 1961 | Dla ciebie miły - Wydany: 1961 - Formaty: LP                                                                           |
| 1961 | Marianna Ruda - Wydany: 1961 - Formaty: LP                                                                             |
| 1961 | Sekret - Wydany: 1961 - Formaty: LP                                                                                    |
| 1962 | Ożeń się Johny / Zegar z kukułką - Wydany: 1962 - Formaty: LP                                                          |
| 1962 | To mówią marakasy / Spójrz prosto w oczy - Single z płyty Rendez-vous z Violettą Villas - Wydany: 1962 - Formaty: LP   |
| 1963 | Kiedy Allah szedł / Ali alo - Wydany: 1963 - Formaty: LP                                                               |
| 1964 | Kiedy Allah szedł - Wydany: 1964 - Formaty: LP                                                                         |
| 1964 | Ali alo - Wydany: 1964 - Formaty: LP                                                                                   |
| 1964 | Wachlarz - Wydany: 1964 - Formaty: LP                                                                                  |
| 1964 | Do ciebie mamo / Józek - Wydany: 1964 - Formaty: LP                                                                    |
| 1964 | Uśmiechem miłość się zaczyna / Spójrz prosto w oczy - Wydany: 1964 - Formaty: LP                                       |
| 1964 | Przyjdzie na to czas / Jak nie to nie - Wydany: 1964 - Formaty: LP                                                     |
| 1966 | Do ciebie mamo - Wydany: 1966 - Formaty: LP                                                                            |
| 1966 | Dla ciebie miły - Wydany: 1966 - Formaty: LP                                                                           |
| 1978 | Dla mamy - Wydany: 1978 - Formaty: LP                                                                                  |
| 1986 | Mundial'86 - Wydany: 1986 - Formaty: LP                                                                                |
| 1987 | Sosna z mego snu / Zabierz mnie z Barcelony - Single z płyty Nie ma miłości bez zazdrości - Wydany: 1987 - Formaty: LP |
| 1987 | Wszędzie, gdzie ty / Dzikuska - Single z płyty Nie ma miłości bez zazdrości - Wydany: 1987 - Formaty: LP               |

## Pocztówki dźwiękowe
| Rok      | Informacje                                                                                     |
| -------- | ---------------------------------------------------------------------------------------------- |
| 1962     | Czy lubi pani tańczyć twista - Duet z Tadeuszem Woźniakowskim - Wydany: 1961                   |
| 1964     | Przyjdzie na to czas - Wydany razem z piosenką „Krótki list” K. Sobczyk - Wydany: 1964         |
| 1964     | Czterdzieści kasztanów - Nagranie radiowe - Wydany: 1964                                       |
| 1964     | Mazurskie wspomnienia / Czterdzieści kasztanów - Nagrania radiowe - Wydany: 1964               |
| 1965     | Mamma - Nagranie radiowe - Wydany: 1965                                                        |
| 1965     | Będę wędrować do ciebie - Wydany razem z piosenką „Tak bardzo pragnę” F. Elkany - Wydany: 1965 |
| 1965     | Do ciebie mamo - Nagranie studyjne - Wydany: 1965                                              |
| 1967     | Och mamo - Wydany z piosenką „Alternate title” The Monkees - Wydany: 1967                      |
| 1968     | W Zakopanem pada deszcz - Nagranie studyjne - Wydany: 1968                                     |
| Lata 60. | Przyjdzie na to czas / Czterdzieści kasztanów - Nagrania studyjne - Wydany: Lata 60.           |
| Lata 60. | Przyjdzie na to czas - Nagranie studyjne - Wydany: Lata 60.                                    |
| 1970     | Znowu ciebie mam (To były te dni) - Nagranie radiowe - Wydany: 1970                            |
| 1971     | Nie ma miłości bez zazdrości - Nagranie radiowe - Wydany: 1971                                 |
| 1972     | Do ciebie mamo - Nagranie radiowe - Wydany: 1972                                               |
| 1972     | Przyjdzie na to czas - Nagranie radiowe - Wydany: 1972                                         |
| 1977     | Nie zatrzymuj mnie, nianiu / Sosna z mego snu - Nagrania radiowe - Wydany: 1977                |

## Covery
| Rok  | Informacje |
| ---- | --- |
| 1962 | International festival of song Sopot - Składanka wieloartystyczna (Birgit Falk) - Piosenka: For you my darling (Dla ciebie miły) - Formaty: LP |
| 1964 | International festival of song Sopot - Składanka wieloartystyczna (Alvarah Gomez) - Piosenka: Weil du 16 bist (Szesnaście lat) - Formaty: LP   |
| 1965 | Dla mojej matki - Płyta Bernarda Ładysza - Piosenka: Do ciebie mamo - Formaty: LP                                                              |
| 1970 | Estradinės melodijos - Płyta Nijolė Ščiukaitė - Piosenka: 40 kaštonų (Czterdzieści kasztanów) - Formaty: LP                                    |
| 1995 | Przeboje lat 60. - Płyta Danuty Stankiewicz - Piosenka: Szesnaście lat - Formaty: CD                                                           |
| 2008 | A jednak miłość - Płyta Małgorzaty Krzysicy - Piosenka: Przyjdzie na to czas - Formaty: CD                                                     |
| 2009 | Na wiedno - Płyta Weroniki Korthals - Piosenka: Nie ma miłości bez zazdrości - Formaty: CD                                                     |